# مقاطعة فيري (واشنطن)
مقاطعة فيري هي مقاطعة تقع على الحدود الشمالية لولاية واشنطن الأمريكية. اعتبارًا من تعداد عام 2020، بلغ عدد السكان 7178 نسمة، مما يجعلها رابع أقل مقاطعة من حيث عدد السكان في واشنطن. مقر المقاطعة وأكبر مدينة هي الجمهورية. تم إنشاء المقاطعة من مقاطعة ستيفنز في فبراير 1899 وتم تسميتها على اسم إليشا بي فيري، أول حاكم للولاية.

## التاريخ
خلال فترة وجود إقليم واشنطن، أنشأت الهيئة التشريعية الإقليمية مقاطعة ستيفنز في عام 1863، والتي تحتوي على جميع الأراضي من نهر كولومبيا إلى كاسكيدز شمال نهر ويناتشي من مقاطعة والا والا. في 20 يناير 1864، تم حل مقاطعة سبوكان الأصلية ودمجها مع مقاطعة ستيفنز غير المنظمة. تم فصل القسم الغربي من مقاطعة ستيفنز في 18 فبراير 1899، وتم تسميتها بمقاطعة فيري، تقديرًا لآخر حاكم للإقليم وأول حاكم للولاية، إليشا بي فيري.
مدينة الجمهورية هي مقر حكومة المقاطعة، كما أنها أكبر مدينة. تأسست في نهاية القرن التاسع عشر على يد المنقبين عن الذهب وتم تأسيسها في عام 1900. وتم إنشاء الدائرة الانتخابية الأصلية للجمهورية في 6 أبريل 1898. بعد الانتخابات التمهيدية عام 1922، دعت مجموعة من المواطنين إلى إجراء تحقيق في المخالفات الانتخابية المحتملة.
زعمت المجموعة أن اثنتين من دوائر التصويت في ذلك العام قد تم تشكيلها بشكل غير قانوني بالتزامن مع سوء السلوك في ست دوائر من قبل مسؤولي الانتخابات ومجلس فرز الأصوات. ونتيجة لهذه الإجراءات، تم التشكيك في صحة اثنين من المرشحين. تمت المطالبة بمنع توماس إف باركر، الذي يسعى لإعادة انتخابه لمنصب عمدة المدينة، وجون دبليو ماكول، الذي يسعى للحصول على مقعد أمين صندوق المقاطعة، من الاقتراع. كان باركر يواجه اتهامات على المستوى الفيدرالي في ذلك الوقت بسبب مزاعم التآمر وتحريض المهربين.
احترقت محكمة المقاطعة الأصلية، المصنوعة من الخشب، في عام 1934. ويجري حاليًا النظر في استبدالها، المصنوعة من الخرسانة والجص، للحفاظ عليها تاريخيًا.

## الاقتصاد
تصل مقاطعة فيري إلى كندا في الشمال، وإلى نهر كولومبيا في الشرق. يقع الجزء الجنوبي منها في حدود محمية كولفيل الهندية، التي تسيطر عليها قبائل كولفيل الكونفدرالية، والجزء الشمالي تحتله إلى حد كبير غابة كولفيل الوطنية. ونتيجة لذلك، فإن ثمانية عشر بالمائة فقط من إجمالي مساحة المقاطعة هي أرض خاضعة للضريبة. يعتمد اقتصاد المقاطعة إلى حد كبير على استخراج الأخشاب والتعدين.
تجعل تضاريس مقاطعة فيري ومناخها وجهة ترفيهية مثالية، لذا أصبحت السياحة جزءًا مهمًا من اقتصاد المقاطعة. طريق ولاية واشنطن السريع رقم 20، المعين كطريق سريع وطني ذو مناظر طبيعية خلابة، يعبر المقاطعة من الشرق إلى الغرب، ويحتوي على أعلى ممر صالح للملاحة في الولاية (5575 قدمًا فوق مستوى سطح البحر).
مقر المقاطعة، ريبابليك، هو موقع مركز ستونروز التفسيري وموقع الحفريات، الذي يعرض ويشرح حفريات العصر الأيوسيني من قاع بحيرة قديمة شمال الجمهورية.

## الجغرافيا
وفقًا لمكتب الإحصاء الأمريكي، تبلغ المساحة الإجمالية للمقاطعة 2257 ميلًا مربعًا (5850 كيلومترًا مربعًا)، منها 2203 ميلًا مربعًا (5710 كيلومترًا مربعًا) أرضًا و54 ميلًا مربعًا (140 كيلومترًا مربعًا) (2.4٪) مياه. تغطي سلسلة جبال كيتل الوعرة معظم المقاطعة، والتي تمتد من الحدود الكندية الأمريكية إلى أقصى محيطها الجنوبي ويحدها نهر كولومبيا وبحيرة روزفلت. لا تغطي مرتفعات أوكانوجان سوى شريط ضيق من الشمال إلى الجنوب يمتد على طول المقاطعة في الغرب بين نهر سان بويل وخط مقاطعة أوكانوجان. باستثناء مدينة الجمهورية، فإن المقاطعة ذات كثافة سكانية منخفضة.

### المعالم الجغرافية
- نطاق نهر كيتل
- بوت النحاس، أعلى نقطة: 7140 قدم (2176 م)

- قمة الثلج، 7103 قدم (2165 م)
- جبل سكار، 7046 قدم (2148 م)
- سكارب، 7046 جبل قدم (2148 م)
- قمة شيرمان، 7011 قدم (2137 م)
- جبل أصلع، 6940 قدم (2115 م)
- الجبل الأبيض، 6923 قدم (2110 م)
- جبل كولومبيا، 6782 قدم (2067 م)
- جبل منتصف الليل، 6660 قدم (2030 م)
- كينغ ماونتن، 6634 قدم (2022 م)
- جبل إيدس، 6540 قدم (1993 م)
- ممر شيرمان، 5575 قدم (1699 م)، أعلى ممر جبلي مفتوح طوال العام في الولاية
- مرتفعات أوكانوجان

### الأنهار والبحيرات الرئيسية
- نهر كولومبيا
- نهر كيتل
- نهر سانبويل
- بحيرة فرانكلين دي روزفلت، وتسمى بحيرة روزفلت
- بحيرة كرولو
- بحيرة البجع
- بحيرة العبارة

- بحيرة السمك

- بحيرة طويلة

### المقاطعات المجاورة
- منطقة كوتيناي الحدودية الإقليمية، كولومبيا البريطانية، الشمال
- مقاطعة ستيفنز في الشرق
- مقاطعة لينكولن في الجنوب الغربي

- مقاطعة أوكانوجان في الغرب

### المناطق المحمية الوطنية
- درب شمال غرب المحيط الهادئ الوطني ذو المناظر الخلابة (جزء)
- غابة كولفيل الوطنية (جزء)
- منطقة بحيرة روزفلت الترفيهية الوطنية (جزء)

## التركيبة السكانية

### تعداد عام 2000
اعتبارًا من التعداد السكاني لعام 2000، كان هناك 7260 شخصًا و2823 أسرة و1987 عائلة تعيش في المقاطعة. بلغت الكثافة السكانية 3 سكان لكل ميل مربع (1.2/كم2). كان هناك 3,775 وحدة سكنية بمتوسط كثافة 2 وحدة لكل ميل مربع (0.77 وحدة/كم2). كان التركيب العرقي للمقاطعة 75.48% من البيض، 0.21% من السود أو الأمريكيين من أصل أفريقي، 18.28% من الأمريكيين الأصليين، 0.29% من الآسيويين، 0.06% من جزر المحيط الهادئ، 2.23% من أعراق أخرى، و 3.46% من سباقين أو أكثر. كان 2.82% من السكان من أصل إسباني أو لاتيني من أي عرق. 14.1% كانوا من الألمان، و9.5% من الولايات المتحدة أو أمريكيين، و9.1% من الأيرلنديين، و7.6% من أصل إنجليزي. 96.7% يتحدثون الإنجليزية و1.9% يتحدثون الإسبانية كلغة أولى.
كان هناك 2,823 أسرة، منها 30.10% لديها أطفال تحت سن 18 عامًا يعيشون معهم، و54.70% كانوا متزوجين يعيشون معًا، و10.20% كان لديهم ربة منزل بدون زوج، و29.60% كانوا من غير العائلات. 24.80% من جميع الأسر كانت مكونة من أفراد، و9.10% كان بها شخص يعيش بمفرده ويبلغ من العمر 65 عامًا أو أكثر. وكان متوسط حجم الأسرة 2.49 وكان متوسط حجم الأسرة 2.95.
في المقاطعة، انتشر السكان، حيث كان 26.90% تحت سن 18 عامًا، و7.60% من 18 إلى 24 عامًا، و23.40% من 25 إلى 44 عامًا، و29.50% من 45 إلى 64 عامًا، و12.60% ممن بلغوا 65 عامًا أو اكبر سنا. وكان متوسط العمر 40 سنة. ولكل 100 أنثى هناك 107.70 ذكر. يوجد لكل 100 أنثى في عمر 18 سنة فأكثر 105.20 ذكر.
كان متوسط دخل الأسرة في المقاطعة 30,388 دولارًا، وكان متوسط دخل الأسرة 35,691 دولارًا. كان متوسط دخل الذكور 32,103 دولارًا مقابل 23,371 دولارًا للإناث. بلغ دخل الفرد في المقاطعة 15.019 دولارًا. كان حوالي 13.30% من الأسر و19.00% من السكان تحت خط الفقر، بما في ذلك 20.40% ممن تقل أعمارهم عن 18 عامًا و10.30% ممن تبلغ أعمارهم 65 عامًا أو أكثر.

### التعداد السكاني 2010
اعتبارًا من تعداد عام 2010، كان هناك 7551 شخصًا و3190 أسرة و2070 عائلة تعيش في المقاطعة. بلغت الكثافة السكانية 3.4 نسمة لكل ميل مربع (1.3/كم2). كان هناك 4,403 وحدة سكنية بمتوسط كثافة 2.0 لكل ميل مربع (0.77/كم2). كان التركيب العرقي للمقاطعة 76.3% من البيض، و16.7% من الأمريكيين الهنود، و0.7% من الآسيويين، و0.3% من السود أو الأمريكيين من أصل أفريقي، و0.1% من سكان جزر المحيط الهادئ، و1.2% من أعراق أخرى، و4.8% من عرقين أو أكثر. هؤلاء من أصل اسباني أو لاتيني يشكلون 3.4% من السكان. من حيث النسب، 23.0% ألمان، 18.0% إنجليز، 12.3% أيرلنديون، و3.7% أمريكيون.